# 想い出通り (八代亜紀の曲)
「想い出通り」（おもいでどおり）は、2023年3月15日に発売された八代亜紀の110枚目のシングル。発売元はVirgin Music。

## 解説
八代の出世作「なみだ恋」を手がけた作曲家鈴木淳へ捧げる一曲であり、「なみだ恋」を共に手がけた鈴木の妻で作詞家悠木圭子が鈴木を偲んで書いた詩に八代が曲を付けた。
C/W曲には「なみだ恋」の2023年新アレンジ・新録音バージョン、玉川奈々福とのコラボ作「六条御息所の恋」、フランスのヒット曲「La Portrait」の日本語カバーを収録。
八代が2023年12月30日に73歳で急逝したため、生前最後のシングルとなった。

## 収録曲
| #         | タイトル                               | 作詞                               | 作曲                | 編曲      | 時間  |
| --------- | -------------------------------------- | ---------------------------------- | ------------------- | --------- | ----- |
| 1.        | 「想い出通り」                         | 悠木圭子                           | 八代亜紀            | 鎌田雅人  | 4:09  |
| 2.        | 「六条御息所の恋」                     | 相田毅                             | 相田毅、周防泰臣    | 周防泰臣  | 6:09  |
| 3.        | 「La Portrait」                        | Paul Ecole、鮎川めぐみ（日本語詞） | Calogero Gioacchino |           | 2:58  |
| 4.        | 「なみだ恋2023」                       | 悠木圭子                           | 鈴木淳              | 鎌田雅人  | 3:16  |
| 5.        | 「想い出通り（オリジナル・カラオケ）」 |                                    |                     |           | 4:07  |
| 合計時間: | 合計時間:                              | 合計時間:                          | 合計時間:           | 合計時間: | 20:39 |